# Historia de la Unión Soviética (1927-1953)
La Unión Soviética entre 1927 y 1953 fue un Estado a menudo calificado como totalitario, modelado por un dirigente que disponía de todos los poderes y que se hizo rodear de un culto a la personalidad. El ascenso al poder de Iósif Stalin, el secretario general o Gensek del Partido Comunista de la Unión Soviética entre 1927 y 1929, marcó el inicio de una transformación brutal y radical de la sociedad soviética. En algunos años, el rostro de la Unión Soviética cambió profundamente por la colectivización agrícola integral y por la industrialización «a todo vapor», llevada a cabo por los ambiciosos planes quinquenales.
Tal modernización económica fue pagada por enormes exigencias de trabajo, impuestas o consentidas. El entusiasmo auténtico coexistió con las presiones, limitaciones o resistencias. Mientras algunos grupos sociales se beneficiaron del progreso alcanzado, como fue el caso de la nomenklatura o los estajanovistas, la mayor parte de la población vivió el sueño de construir una sociedad «justa y sin clases sociales» en un ambiente de privaciones y desigualdades que empeoraron con el tiempo. En algunas regiones, las hambrunas diezmaron a millones de campesinos.
La mutación de la sociedad estuvo acompañada por una política de represiones masivas, iniciada para la caza de campesinos recalcitrantes calificados como kulaks o de los opositores políticos y extendida gradualmente a la totalidad del cuerpo social. Las minorías nacionales, funcionarios del partido o simples particulares estaban potencialmente expuestos, pues todo ciudadano podía encontrarse bruscamente clasificado entre los llamados «enemigos del pueblo», «saboteadores», «espías del imperialismo» o incluso «cosmopolitas sin raíces». Esta transformación tuvo como resultado millones de víctimas, un costo cuidadosamente disimulado por el régimen, en un contexto de adoctrinamiento total. Así, se inició un largo período de terror y delación, marcado en especial por la Gran Purga y por la expansión considerable de los campos de trabajos forzados del Gulag.
Tras la ruptura, el 22 de junio de 1941, del Pacto germano-soviético firmado dos años antes entre Stalin y Hitler, la Unión Soviética agredida sufrió pérdidas humanas, materiales y territoriales, antes de que el Ejército Rojo detuviera el avance alemán y rechazara al invasor alemán hasta Berlín. La dureza y tenacidad de la lucha, así como la campaña de exterminio llevada a cabo por los nazis contra la población civil, hicieron que el conflicto fuera el más costoso de la historia. La Unión Soviética, aunque victoriosa, había perdido cerca de 26 millones de ciudadanos y otros tantos quedaron sin hogar en un territorio devastado. 
El desarrollo industrial, el control estricto de la sociedad por el aparato político y policial y los sacrificios consentidos por los ciudadanos soviéticos, a los cuales se añadió la ayuda aliada, permitieron a la Unión Soviética convertirse en el principal vencedor de la Segunda Guerra Mundial, como la segunda superpotencia en el mundo de la posguerra. Toda su historia posterior —desde la muerte de Stalin (1953) hasta su desintegración en 1991— consistirá en administrar la pesada herencia de la época estalinista.

## Historia general del período

### La sucesión de Lenin

Bandera de la URSS entre 1923 y 1955.

Respaldado por la Constitución de la Unión Soviética de 1924, el emblema del Estado era un martillo y una hoz que simbolizaban la alianza de la clase obrera y el campesinado. Unas espigas de trigo estaban entrelazadas en una banda roja con la inscripción en los idiomas de las 15 repúblicas: «¡Proletarios de todos los países, uníos!»

Ya cuando Lenin se encontraba gravemente enfermo y en retiro desde 1922, habían aparecido tensiones al interior del Partido. Stalin se ocupó de alejar del poder a León Trotski, su principal rival, a quien acusó de «revisionismo antibolchevique» y de traidor a la revolución popular y oportunista. Para ello, aprovechó la instauración del centralismo democrático en marzo de 1921, el cual había suprimido el derecho a disentir de la línea del Partido. Tras la muerte de Lenin, el 21 de enero de 1924, el Comité Central del Partido Comunista de la Unión Soviética (PCUS) decidió mantener en secreto su «testamento político», redactado en marzo de 1923, en el cual Lenin recomendaba alejar a Stalin del poder, pero no designaba a su sucesor. Los debates entre las diferentes facciones del Partido condujeron al reforzamiento de este último. 
Entre las divergencias de la oposición y el "centro" (la facción de Stalin) se encontraba la cuestión del desarrollo industrial de la Unión Soviética. Trotski y la "Oposición de izquierda" favorecían una industrialización rápida porque consideraban que la Nueva Política Económica
(NEP) representaba una amenaza de «restauración capitalista», por el hecho de su aislamiento internacional y por el desarrollo en su interior de «fuerzas burguesas» (el campesinado acomodado y los empresarios y comerciantes privados denominados nepmen). Nikolái Bujarin y la "Oposición de Derecha" se oponían a esta tendencia por temor a las consecuencias que tendría una industrialización muy rápida sobre los campesinos, que conformaban la aplastante mayoría de la población. Por ello, preferían la prosecución de la Nueva Política Económica y un desarrollo lento y progresivo.
Por otra parte, la oposición encabezada por Trotski había denunciado desde años atrás la burocratización creciente del régimen, de la cual Stalin sería el representante directo. Asimismo, señalaban la responsabilidad de este y de sus aliados en las fallidas revoluciones alemana (octubre de 1923) y china (1927), así como en el fracaso de la huelga general en Inglaterra (1925-1926). En efecto, del medio millón de adherentes con que contaba el Partido bolchevique en 1923, menos de 10 000 participaron en los debates anteriores a octubre de 1917. Su base social se modificó considerablemente desde la revolución y no contaba con más del 9,5% de los obreros, lo que llevó a la oposición de izquierda a desarrollar el lema: «Cuarenta mil miembros del partido manejan el martillo; cuatrocientos mil, la cartera.»
El «clan» de Stalin fue rápidamente llevado a utilizar esta nueva casta de apparátchiki para aislar a la «vieja guardia» bolchevique aplastada por la guerra civil. Una lucha brutal se desencadenó al interior del Partido Comunista soviético (PCUS), marcada por la violencia y maniobras de intimidación. Trotski fue separado progresivamente del poder: fue retirado del Gobierno desde 1925, excluido del Partido en el XV Congreso (1927), relegado a Asia Central y exiliado de la Unión Soviética en enero de 1929. 
Paradójicamente, a partir de 1929, Stalin retomó e incluso radicalizó la política de industrialización antaño ensalzada por Trotski (incluso si el contexto económico era diferente). Se volvió contra la derecha y eliminó de responsabilidades a Nikolái Bujarin y Alekséi Rýkov (1928-29).

### El Gran Giro (1929-1934) y sus consecuencias
El 3 de noviembre de 1929, Stalin publicaba en Pravda un artículo titulado El Gran Giro: hacia el XII aniversario de Octubre que daba por finalizada la NEP. La meta de Stalin no consistía solamente en construir una sociedad sin clases, objetivo del comunismo, sino también de abastecer más rápido las ciudades, centros de poder bolchevique, cuando la «crisis de las cosechas» (1927-1929) obligó a restaurar el racionamiento urbano y demostró la fragilidad del poder. Además, se trató de industrializar a la Unión Soviética lo más rápido posible, por medio de la extracción de los recursos del campo, necesarios para modernizar el país y volverlo capaz de enfrentarse a los países capitalistas en caso de guerra.

#### La colectivización de las tierras
En 1929, Stalin también decretó la «colectivización» de las tierras (en la práctica, una nacionalización) y la «liquidación de los kuláks en tanto clase». La propiedad privada de los medios de producción fue abolida, las tierras y los medios de producción de los campesinos fueron reagrupados en koljós o sovjós. Ante esta medida, la resistencia fue considerable: antes que abandonar sus bienes al Estado, los kuláks incendiaron las cosechas y mataron a su ganado (1930-1932). Ciertas regiones fueron presas de verdaderos levantamientos armados, en los cuales la autoridad del Partido único fue seriamente desestabilizada durante algún tiempo: ciertos militantes y responsables locales incluso tomaron partido por sus conciudadanos.
La resistencia fue desbaratada por la violencia. Solamente en 1929, 1.300 revueltas campesinas fueron aplastadas. El 2 de marzo de 1930, Stalin consintió un retroceso: su artículo "El vértigo del éxito" (Головокружение от успехов), aparecido en Pravda, autorizó los gastos de los koljosianos (koljózniki), los cuales se vaciaron en seguida. Pero apenas la cosecha anual estuvo asegurada, batallones de voluntarios reclutados en las ciudades partieron violentamente al asalto del campo. La imprecisión peligrosa de la noción de kulak autorizó todo tipo de arbitrariedades: se terminó por considerar como kulak a todo adversario real o supuesto de la colectivización.
En pocos años, 400.000 familias de kuláks fueron deportados a Siberia a toda prisa, en condiciones espantosas y abandonados a su suerte. La total improvisación de la operación tuvo como consecuencia una gran mortandad entre los «deskulakizados» deportados. Se presentaron incluso escenas de canibalismo, mientras que otros huyeron de sus lugares de exilio y erraron a través del país en condiciones miserables: la mayor parte fue sistemática detenida y liquidada en el curso de la Gran Purga.
En 1932, Stalin se negó a escuchar numerosas advertencias, entre ellas la del escritor Mijaíl Shólojov, que pronosticaban que la prosecución de las colectas forzadas de semillas y cereales llevaría a una hambruna. De hecho, la terrible hambruna de 1932-1933 causó estragos en las tierras de trigo más ricas del país, en particular, en Ucrania (Holodomor). La existencia de la tragedia fue negada en el extranjero y las exportaciones de trigo continuaron como si nada sucediera. Varios hambrientos que se trasladaban hacia las ciudades fueron contenidos por el OGPU y reenviados al campo. Se contabilizaron, por lo menos, 4 o 5 millones de muertos.
Bandadas de huérfanos errantes (los bespryzórniki) atravesaron durante años las carreteras de la URSS. En algunos años, igualmente, 25 millones de campesinos huyeron del campo, donde la violencia y el hambre hacían estragos, para refugiarse en las ciudades que sufrían una explosión anárquica.
Conformando la última guerra campesina y la última hambruna grave de Europa, la colectivización integral se completó en 1934, pero los daños fueron irreparables y los campesinos enrolados en los sovjósy y en los koljósy mantuvieron una resistencia pasiva, en la forma de una baja productividad sistemática. En 1935, para contrarrestar esa resistencia, Stalin concedió a cada agricultor un pedazo de tierra (el dvor) que podía utilizar libremente y cuyos productos podían ser vendidos en un mercado koljosiano libre. En 1939, estos terrenos que representaban solo el 3% de las tierras producían el 25% de los cultivos, más de la mitad de las frutas y hortalizas y el 72% de la leche y la carne.
Así pues, los resultados globales siguieron siendo decepcionantes. Al eliminar los kuláks, la agricultura fue privada de sus elementos más dinámicos. La producción se derrumbó. La antigua Rusia, primera exportadora de cereales en el mundo bajo el Imperio ruso, se convirtió definitivamente en un país importador. El racionamiento urbano restablecido en 1927 no pudo ser levantado hasta 1935 y entre 1936 y 1937 se presentaron nuevamente hambrunas en algunas regiones. Debido al éxodo rural masivo provocado por la nacionalización de las tierras, la industria rusa se benefició de una abundante mano de obra disponible. La compra a bajo precio de las cosechas por parte del Estado le permitió también financiar la industrialización.

#### Planificación e industrialización

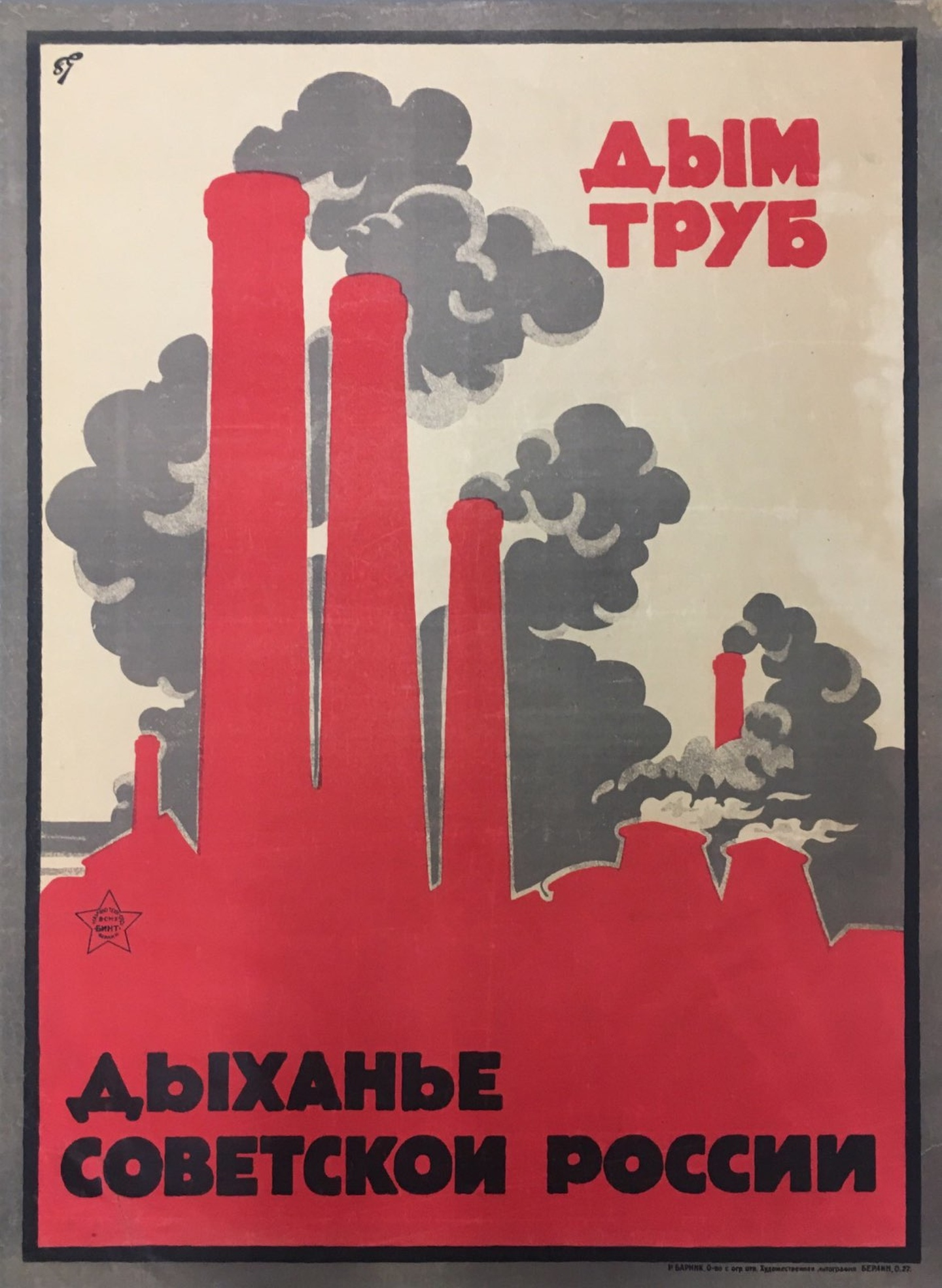
Afiche soviético: «El humo de las chimeneas es el aliento de la Rusia soviética».

Decidido a hacer de la Unión Soviética una gran potencia industrial, Stalin decretó la nacionalización de todas las empresas y suprimió la categoría social de los nepmen. Incluso se prohibió ejercer su oficio a los artesanos individuales, al menos hasta 1936. Stalin encargó al Gosplán la planificación de la economía. El 1 de octubre de 1928 se lanzó el primer plan quinquenal, el cual privilegió a la industria pesada y a las comunicaciones en detrimento de la agricultura y a las industrias de consumo, y fijó objetivos de producción particularmente ambiciosos. 
La "industrialización a toda marcha" ansiada por Stalin fue iniciada. Esta convirtió a la URSS en una dictadura productivista que vivía con la obsesión de conseguir y sobrepasar las normas de producción siempre realzadas. Desde 1931, el objetivo oficial consistía incluso en cumplir el plan quinquenal en solamente cuatro años. El desempleo desapareció oficialmente, las Bolsas de Trabajo y los subsidios al desempleo fueron suprimidos desde 1930. La jornada laboral se alargó. A partir de 1929, el sistema de «no-interrupción» (nepreryvka), eliminó la jornada semanal de descanso común: para que la URSS estuviera en actividad continua, cada persona tenía sus 5 (luego 6) días de trabajo y su último día de descanso propio.
Los resultados fueron espectaculares. En 1940, la URSS se encontró en el tercer puesto en el rango de industrialización mundial. El país cambió de aspecto y se cubrió de grandes obras, en parte, realizadas por la mano de obra servil del Gulag: canales, embalses, fábricas enormes, rascacielos, metro de Moscú, nuevas ciudades, etc. Pero esta industrialización a marcha forzada tuvo su precio. Mucho más costoso de lo previsto, el Plan Quinquenal debió ser financiado por la inflación (la masa monetaria se cuadruplicó en algunos años), por los préstamos forzados a los trabajadores y a particulares o incluso por la entrega obligatoria al Estado de los objetos de oro. El Estado desarrolló también la extracción de recursos naturales, los cuales ofreció en el mercado internacional recurriendo, si era necesario, al dumping (petróleo de Siberia o de Kolymá extraído por los prisioneros del Gulag).
El derroche de recursos y de energías fue considerable y muchos trabajos fueron hechos de prisa o no se acabaron. Incluso algunos revelaron ser inútiles, como el Canal Mar Blanco-Báltico (1930-1933), costoso en vidas de presidiarios y que casi nunca vio circular algún navío. La eficacia fue a menudo sacrificada por la grandiosidad, por la precipitación y por la propaganda. Las decisiones políticas primaron sobre la competencia: los especialistas, ingenieros y técnicos, que eran raramente miembros del Partido, fueron en efecto mantenidos bajo sospecha, mientras que los adeptos al Partido, para quienes contaba ante todo la obediencia incondicional a las órdenes políticas, fueron tenidos en una alto concepto.
En el plano social, la industrialización se alcanzó en detrimento de las industrias de bienes de consumo y de la agricultura, lo que engendró grandes sufrimientos a la población. La presión ejercida sobre la clase obrera fue tal que el nivel de vida popular cayó un 40% en el curso del primer Plan Quinquenal. Los salarios obreros no recuperaron su nivel de 1928 hasta 1940. A partir de 1935, el movimiento estajanovista patrocinado por el Estado permitió la aparición de una nueva «aristocracia obrera» y una nueva alza en las normas de producción a expensas de las condiciones de trabajo y de sus salarios. Desde 1931, un reglamento de trabajo impidió todo cambio de empleo no autorizado. En 1938-1940, una serie de decretos draconianos castigaron con el envío al Gulag a todo retraso repetido de más de 20 minutos.

### Del relativo apaciguamiento al Gran Terror (1934-1940)

#### Del Congreso de los Vencedores al asesinato de Kírov (1934-1935)
El XVII Congreso del PCUS, denominado «Congreso de los Vencedores», parece que careció de una voluntad de apaciguamiento. Los peores momentos de la deskulakización y las dificultades del primer Plan habían pasado. Fueron reintegrados antiguos opositores y se adoptaron amnistías parciales con respecto a los prisioneros del Gulag o a los ex-kuláks. Las señales de apertura hacia quienes no eran miembros del Partido se multiplicaron. El levantamiento del racionamiento en las ciudades (1935), el auge de las diversiones y el rebrote del consumo marcaron el relajamiento de la presión política y social. Se perfiló un giro conservador con la rehabilitación de la familia y de la patria «socialistas», el retorno del academicismo, al nacionalismo de la Gran Rusia, al militarismo.
Preocupados asimismo en acercarse a las democracias parlamentarias contra el Tercer Reich de Hitler, Stalin abrió paso a declaraciones humanistas como que « El hombre es el capital más precioso » (mayo de 1935). Se pone en marcha la elaboración de una nueva constitución, la cual se convertiría en la «constitución estalinista», formalmente la más democrática del mundo, pero que evidentemente no será aplicada, pues su entrada en vigor en diciembre de 1936 coincidió con el inicio de la Gran Purga.
En efecto, en el curso del XVII Congreso, Stalin también midió la proporción de las reservas hacia su persona, la cual se amplía en el Comité Central de 200 a 300 delegados sobre casi 1.200 que tacharon su nombre. Además, sabe que gran parte de la sociedad soviética sigue siendo hostil o mal controlada, y que los cambios bruscos que le había impuesto crearon a muchos desafectos.
El 1 de diciembre de 1934, su adepto Kírov fue abatido en Leningrado por un joven rebelde, Leonid Nikoláev. Se desconoce si él organizó por sí mismo el atentado como se creyó por mucho tiempo, pero lo que sí es seguro es que Stalin explotó el evento para relanzar una campaña de terror.
Esa misma tarde, el Politburó promulgó un decreto que suprimía todas las garantía elementales de defensa y convirtió a las sentencias de muerte expeditivas de las jurisdicciones especiales del NKVD en inapelables. A partir de los días siguientes, miles de habitantes de Leningrado fueron asesinados o deportados. El ingenio popular reubatizó el congreso como el "Congreso de los fusilados" («Съезд расстрелянных»).

#### Las Grandes Purgas: los mecanismos del terror de masas (1936-1941)
La peor represión nunca antes conocida en un país en tiempos de paz, la Gran Purga entre 1936 y 1939 tuvo como resultado la ejecución de 681.692 personas y la deportación de centenas de miles. En agosto de 1937, Stalin autorizó personalmente el recurso de la tortura en las prisiones y no lo prohibió de nuevo más que a fines de 1938.
El país atravesó entonces un intenso período de terror, de delación y de sospecha generalizada que puso los nervios a prueba (la presión sufrida condujo a más de uno al suicidio) y que rompió las solidaridades amicales, familiares y profesionales. Después del primer Proceso de Moscú en agosto de 1936, es el año 1937 el que marca el verdadero lanzamiento de la campaña de Gran Terror.
A corto plazo, Stalin proveyó a la población de chivos expiatorios a las dificultades cotidianas, rechazando la culpa de todos los males y sindicando como culpables a una plétora de «saboteadores». Además, reforzó su poder absoluto al liquidar a la vieja guardia bolchevique que conocía su débil rol en la revolución y rompiendo las redes clientelares y los feudos personales que se elaboraron los ministros, los miembros del Politburó o bien, a todas las escalas, los responsables locales del Partido y los directores del Gulag. Los cuadros competentes y los técnicos que osaron contradecir sus objetivos políticos irreales fueron también un objetivo.
Finalmente, Stalin intentó eliminar radicalmente a todos los elementos socialmente sospechosos y a todos los descontentos suscitados por su políticos. Mientras que las tensiones diplomáticas se acumularon en Europa desde el ascenso al poder de Adolf Hitler y la guerra civil española en julio de 1936 hicieron temer un conflicto general, se trató de eliminar todo lo que podría constituir una « quinta columna » del enemigo en caso de invasión.
Para lanzar y desarrollar este terror de masas, Stalin aprovechó el apoyo indispensable de sus adeptos, pero también el celo innegable de numerosos responsables locales, bien de policías y burócratas entusiastas o bien de simples ciudadanos delatores. Los tres Procesos de Moscú, entre 1936 y 1938 permitieron eliminar a medio centenar de antiguos camaradas de Lenin. Fue la fase más espectacular de la liquidación de la vieja guardia bolchevique. Stalin se desembarazó definitivamente de rivales vencidos desde hacía tiempo. Asimismo, eliminó a la mitad del Politburó, diezmo a los delegados del XVII Congreso y excluyó a tres cuartas partes de los miembros del Partido adheridos entre 1920 y 1935. No obstante, las purgas del Partido no constituyeron más que una parte muy débil de la represión que, según los cálculos de Nicolas Werth, alcanzará al 94% de los no-comunistas.
En efecto, el Terror no faltó en ningún organismo: cayeron golpes en los ministerios, el Gosplán, el Komintern, el Ejército Rojo e incluso a los guardias y jefes del Gulag, así como los policías del NKVD. Los miembros eliminados por las purgas fueron reemplazados por una nueva generación de cuadros que profesaban a Stalin un culto sin reservas: los jóvenes promovidos de la denominada «Generación de 1937» (Jrushchov, Beria, Malenkov, Zhdánov, Brézhnev, etc.) no conocían a nadie más que a ella a quien le debían todo.
El terror no se limitó solamente a los dirigentes, sino que golpeó a toda la sociedad. El 2 de julio de 1937, desde el centro se enviaron a las regiones cuotas que fijaban el número de sospechosos que se debían fusilar (categoría 1) o deportar (categoría 2). Los responsables locales, amenazadas también, excedían en su celo para superar las cifras y solicitaban al Kremlin «permiso» para castigar a todavía más gente, con lo cual se produjo un alza sangrienta y rápida de las condenas. Así, de los 260.000 inicialmente previstos, se pasó a más de 400.000 arrestos. Stalin firmó personalmente 383 listas de condenados a muertes, lo que significaba 44.000 ejecuciones. Sus adeptos como Kaganóvich, Zhdánov, Mikoyán o Jrushchov fueron también despachos a las diversas Repúblicas para radicalizar la purga en el Partido y la población.
Paralelamente, una serie de operaciones del NKVD golpeó a centenas de millares de elementos particularmente sospechosos:
- El decreto n° 00447, firmado el 30 de julio de 1937 por Nikolái Yezhov, golpeó a centenas de miles de deskulakizados empobrecidos por la colectivización, a los innumerables vagabundos y marginales engendrados por esta última, los antiguos miembros de las clases dirigentes y sus niños, los burgueses o aristócratas que perdieron su rango por la revolución o por el Gran Giro.[5]
- Todas las personas que mantenían o habían mantenido relaciones con el extranjero fueron agobiados por preguntas. El cuerpo diplomático fue diezmado, numerosos embajadores fueron llamados y liquidados, así como un buen número de agentes del Komintern y ciertos antiguos combatientes de España. El terror se extendió hasta los hablantes de esperanto, a los filatelistas y a los astrónomos.[12]
- Las minorías nacionales fronterizas, ya tratadas como sospechosas por los últimos zares y por los bolcheviques, estuvieron particularmente expuestas al terror. El 11 de agosto de 1937, Yezhov firmó la Orden 485 del NKVD que acarreó el arresto de 350.000 personas, 144.000 de ellos polacos y numerosos bálticos o finlandeses: 247.157 fueron ejecutados, de los cuales 110.000 eran polacos. En la frontera china, 170.000 coreanos fueron deportados a Asia Central, mientras que los obreros que trabajaron en el ferrocarril soviético de Harbin en Manchuria fueron liquidados.[13] Pero fue también la sedentarización forzada de los nómadas de Asia Central, en especial en Kazajistán, la que tuvo como saldo un desastre demográfico, así como la pérdida de numerosas tradiciones culturales.[12]
- El principio totalitario de la responsabilidad colectiva hizo que la « falta » de un individuo recayera en su conjunto a sus hijos, a su familia entera, a toda su red de amigos, de subordinados, de colegas y de relaciones. Por ejemplo, el 5 de julio de 1937, el Politburó ordenó al  NKVD internar a todas las esposas de los « traidores » en los campos por un período entre 5 y 8 años y de colocar a sus niños menores de 15 años « bajo protección del Estado ». Esta orden condujo a la detención de 18.000 esposas y 25.000 niños y a colocar a cerca de un millón de niños de menos de 3 años en orfanatos.[14]

En 1939, para poner fin a la Gran Purga -también denominada el Gran Terror- Stalin suprimió las últimas esferas de autonomía en el Partido y la sociedad e impuso definitivamente su culto y su poder absoluto. Esto lo hizo a pesar del riesgo que significaba desorganizar gravemente su ejército y su país, cuando la guerra se acercaba.

### La Gran Guerra Patriótica y sus secuelas (1941-1953)
La Segunda Guerra Mundial permitió que el sistema estalinista extendiera su influencia en el mundo.

#### Preludio
Stalin permitió el ascenso de Hitler en Alemania (1933) al mantener la línea de "clase contra clase" que prohibía a los comunistas alemanes toda acción anti-nazi común con los socialdemócratas, considerados la amenaza prioritaria por el Komintern tan tarde como en junio de 1934. Durante los primeros meses del régimen nazi, la Unión Soviética buscó incluso mantener la cooperación militar y comercial desarrollada bajo la República de Weimar. 
Cuando el poder de Hitler se consolidó y se reveló bastante más duradero de lo esperado, Stalin temió por la seguridad de la Unión Soviética. Solo entonces se dedicó a desarmar la hostilidad del Führer por diversos contactos secretos en Berlín o moderando discretamente los ataques de la prensa soviética. Paralelamente, la Unión Soviética intentó también un acercamiento con las democracias parlamentarias, con miras a hacer renacer la alianza de la Gran Guerra. Desde entonces, el Komintern incentivó la constitución de Frentes populares antifascistas, en especial en Francia y en España. En 1934, la Unión Soviética entró a la Sociedad de Naciones. En mayo de 1935, concluyó un pacto con Francia y, a fines de 1936, era el único Estado en intervenir activamente en favor de la España republicana.
Esta política de alianza fracasó frente a las reticencias de Francia y del Reino Unido, donde el pacifismo y el anticomunismo siguieron siendo muy poderosos, así como debido a las purgas en el Ejército Rojo y los hacían dudar del poder de este último. Las exigencias de Stalin (en especial, el paso de tropas soviéticas a través de Polonia y Rumanía) contribuyeron también a obstaculizar la conclusión de un acuerdo, debido particularmente a la oposición del general polaco Józef Beck. El 30 de septiembre de 1938, las democracias abandonaron Checoslovaquia a merced de Hitler en los Acuerdos de Múnich, a los cuales la Unión Soviética ni siquiera fue invitada.
Furioso y dudando de su voluntad de oponerse realmente a la amenaza nazi, Stalin manifestó claramente en el XIX Congreso del PCUS (marzo de 1939) que no excluía un acuerdo con Berlín para proteger a la Unión Soviética y que el país se vendería al mejor postor. El mismo mes, el jefe de la diplomacia soviética, Maxim Litvínov (maestro de obras de la línea antifascista, esposo de una británica y de origen judío) fue reemplazado por Viacheslav Mólotov. El 23 de agosto de 1939, en ausencia de una propuesta clara de los occidentales, se firmó en el Kremlin el Pacto Germano-soviético, comúnmente llamado Pacto Ribbentrop-Mólotov.
La Unión Soviética sacó partido de este pacto durante dos años, anexándose más de 500.000 km² y aumentando su población en 23 millones de habitantes. El 17 de septiembre de 1939, Mólotov declaró en la radio que todos los tratados entre la Unión Soviética y Polonia habían sido anulados debido a que el gobierno polaco había abandonado a su pueblo y había dejado de existir de forma efectiva. Ese mismo día, el Ejército Rojo cruzó la frontera polaca, comenzando la invasión del país.
El terror y la sovietización forzada acelerada se abatieron sobre los repúblicas bálticas y Moldavia absorbidos, así como sobre los territorios retomados por el Ejército Rojo en Polonia y aquellos arrebatados a Finlandia tras el fracaso de un intercambio amigable después de la difícil Guerra de Invierno. Centenas de millares de habitantes fueron deportados brutal y arbitrariamente, el sistema económico soviético fue exportado de tal manera que las culturas locales fueron sofocadas y una parte de las élites asesinada, en particular los 20.000 oficiales polacos masacrados en Katyń y en otros lugares.

#### Del riesgo de colapso a la victoria (1941-1945)

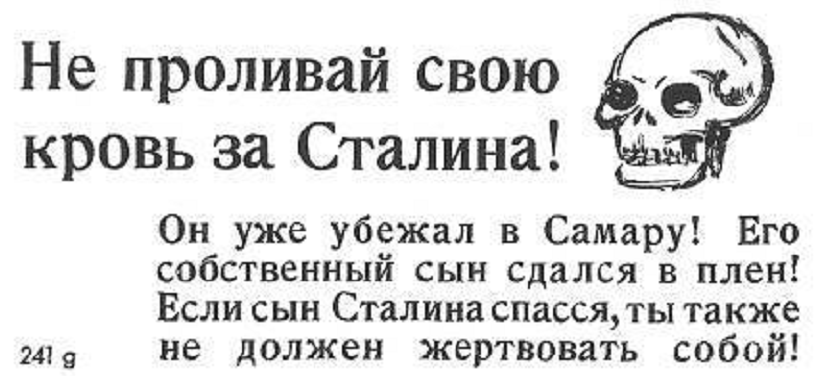
Panfleto alemán en ruso, 1941: « No derrames tu sangre por Stalin.».

El 22 de junio de 1941, Hitler rompió el pacto con la Unión Soviética y el ejército alemán invadió su territorio (Operación Barbarroja), con lo que se dio inicio a la Gran Guerra Patria, denominación concedida por los rusos a la guerra contra la Alemania Nazi durante la Segunda Guerra Mundial. En unos cuantos meses, la Wehrmacht conquistó gran parte de la Rusia europea, circundada de inmensos ejércitos, e hizo prisioneros a millones de soldados a quienes hicieron pasar hambre y exterminaron de manera deliberada. El poder soviético desapareció en una vasta zona. Algunas veces bien acogidos por las poblaciones, los nazis alinearon rápidamente todo apoyo posible desvelando sus proyectos criminales premeditados y librando una guerra de exterminio racista contra las poblaciones civiles eslavas, gitanas y, sobre todo, judías.
Abandonado a merced de administradores nazis extremadamente crueles, como el gauleiter Erich Koch en Ucrania, el país fue puesto en regla y se hizo pasar hambre deliberadamente a sus habitantes. No se hizo ninguna concesión a los nacionalistas locales y el Ejército Ruso de Liberación, anti-bolchevique, no será utilizado más que en el Oeste. Para gran malestar de los campesinos, las estructuras estalinistas no fueron cuestionadas a fin de facilitar el pillaje de los recursos agrícolas y las extracciones obligatorias fueron incluso agravadas bajo pena de muerte. El "Decreto de los comisarios", firmado por Wilhelm Keitel antes de la invasión, se tradujo en la masacre sumaria de los comisarios políticos capturados y de los miembros del Partido. Las torturas y masacres de civiles se convirtieron en hechos cotidianos, así como los allanamientos masivos de mano de obra con destino al Reich. La primera gran matanza del Holocausto fue la masacre in situ de un millón y medio de judíos soviéticos por los Einsatzgruppen. Conocidos de una parte y de la otra del frente, estas atrocidades llevaron a una gran adhesión de la población soviética al régimen de Stalin que encarnó la lucha de la nación por su propia supervivencia. 
A pesar de sus graves reveses de los primeros meses, el Ejército Rojo resistió, aunque al precio de millones de soldados. Sorprendiendo al enemigo, no se rindió y no dejó de multiplicar las contra-ofensivas desde el primer día. Los alemanes descubrieron que su cualidad combativa era infinitamente superior a lo que habían previsto, al igual que la abundancia y la calidad de su material. Descubrieron el tanque mediano T-34, uno de los mejores de la Segunda Guerra Mundial, del cual no sospechaban ni siquiera su existencia. Los soviéticos también incorporaron contra ellos varios logros técnicos como los lanzacohetes múltiple Katyusha u «órganos de Stalin ». Una política de tierra quemada radical fue aplicada a los territorios invadidos. Tras la invasión, las fábricas fueron desmanteladas y trasladadas hacia el Este, junto con 10 millones de personas. Vueltas a montar en Siberia y los Urales, estas fábricas soviéticas produjeron desde 1942 más armas que las de la Alemania Nazi bajo enormes esfuerzos de los trabajadores civiles. La URSS se benefició también de una ayuda material indispensable de los aliados anglo-americanos, abundante y de calidad. 
El patriotismo y el contexto de guerra total explican en buena parte la resistencia de los soldados y civiles. Así, la ciudad de Leningrado, sometida deliberadamente por Hitler a un bloqueo mortífero responsable de cerca de un millón de muertes, resistió a un asedio de casi mil días. Permaneciendo sorprendentemente en una Moscú directamente amenazada, Stalin contribuyó en persona a galvanizar las energías y a interrumpir cualquier inicio de pánico popular antes de que el Ejército Rojo rompiera a las puertas de la ciudad el avance alemán (6 de diciembre de 1941). En los territorios ocupados, grupos de partisanos soviéticos reaccionaron desde 1941; desde 1942, el Kremlin se encarga de reabastecerlos y reubicarlos bajo un control estricto. Para junio de 1944, Bielorrusia contaba con un millón de partisanos, la más grande concentración de guerrilleros de la Europa ocupada.
La guerra cambió profundamente el sistema estalinista que debió hacer un llamado al nacionalismo y asociarse a la Iglesia Ortodoxa con el fin de conservar una cohesión nacional lo suficientemente fuerte para repeler a las tropas alemanas. Fieles reflejos del PCUS, los partidos comunistas del mundo entero adoptaron los lemas patrióticos y estuvieron abiertos al diálogo con las autoridades religiosas y con las formaciones políticas más diversas. Stalin suavizó también la colectivización de las tierras, puso en espera la lucha de clases, el realismo socialista en el arte y la coacción política. Miles de oficiales del Ejército Rojo anteriormente purgados fueron reintegrados, tal fue el caso del futuro mariscal Konstantín Rokosovski; un millón de detenidos liberados se batieron en el frente de batalla. No obstante, el terror y la naturaleza totalitaria del régimen desempeñaron un rol considerable. Desde 1941 e incluso en Stalingrado, equipos de NKVD se encargaron así de ametrallar a los soldados desertores. Oficiales y generales fueron fusilados desde los primeros días, chivos expiatorios de los errores del Kremlin. Los comisarios políticos vigilaban de cerca a los jefes militares, expuestos permanentemente a caer en desgracia frente a Stalin. Los prisioneros de guerra fueron considerados como traidores y oficialmente renegados, sus familias fueron abandonadas sin ayuda o perseguidas. Toda debilidad en el frente equivalía al arresto. En 1941-1942, no fueron menos de 994.000 soldados los que fueron condenados, de los cuales 157.000 fueron ejecutados. Incluso en 1945, toda crítica podía significar el envío al Gulag: Aleksandr Solzhenitsyn fue de esta forma arrestado en el frente de batalla polaco por haber puesto en duda el genio militar de Stalin.
Para 1941, no se había previsto ni diseñado ningún plan de evacuación de civiles. Se había mantenido a los judíos en la ignorancia sobre las atrocidades antisemitas alemanas y, a menudo, no intentar escapar antes de la llegada de los nazis. Solo los detenidos del régimen fueron trasladados en marchas forzadas dramáticas, a menos que fueran fusilados en el lugar antes de la llegada de los alemanes. Así, en pleno avance enemigo (agosto de 1941), el NKVD distraía fuerzas del frente para deportar en su totalidad a los alemanes del Volga, descendientes de colonos instalados en el siglo XVIII. Para 1944, una quincena de nacionalidades había sido deportada en su integridad, mujeres, niños, militantes comunistas y soldados condecorados incluidos, bajo la falsa acusación de colaboración con los nazis. Entre ellos, los 600.000 checos deportados en solo seis días (marzo de 1944), un récord histórico no igualado.
El avance soviético en Europa del Este estuvo acompañado por una ola de pillajes, allanamientos y desapariciones; en Alemania Oriental, las tropas fueron animadas a perpetrar violaciones masivas en represalia por las exacciones nazis en territorio soviético, mientras que, a título de reparaciones, fue desmontada una gran parte del potencial industrial de la futura RDA y enviada a la Unión Soviética. Victorioso en Moscú, el Ejército Rojo salió triunfante de la dramática batalla de Stalingrado en febrero de 1943, giro decisivo de la guerra. Asimismo, la batalla de Kursk, la más grande confrontación de blindados de la historia, fue concluida con un nuevo éxito soviético. Para 1944, el territorio nacional había sido reconquistado. El Ejército Rojo derrotó en el frente de batalla y liberó a la mitad de Europa hasta Berlín.
Esta posición militar no pudo ser más que ratificada por los aliados anglo-estadounidenses. La conferencia de Yalta (4-11 de febrero de 1945), realizada en territorio soviético, confirmó a Stalin como el principal vencedor de la guerra en Europa. Hasta la apertura tardía del segundo frente en Normandía en junio de 1944, las fuerzas soviéticas llevaron casi solas el peso de la guerra, al tener que afrontar a las tropas alemanas más aguerridas y mejor equipadas. Al menos 85% de los alemanes puestos fuera de combate lo fueron en el Frente Oriental.
A final del conflicto, la URSS se convirtió en la segunda superpotencia mundial. Sus anexiones fueron ratificadas y se convirtió en miembro permanente del Consejo de Seguridad de Naciones Unidas. Su prestigio internacional era inmenso, más allá de los círculos comunistas y de los hombres de izquierda. Pero el precio de la victoria fue gigantesco: sin duda, entre 22 y 26 millones de muertes entre civiles y militares, millones de refugiados y damnificados y las mayores destrucciones materiales nunca antes sufridas por un beligerante en la historia humana. Miles de aldeas, explotaciones agrícolas y vías de comunicación fueron destruidas. En 1946-1947, la sequía y una nueva hambruna en Ucrania causaron más de 500.000 muertes.

#### Después de la Guerra: El segundo estalinismo y el zhdanovismo artístico
Después de la flexibilidad y relativa liberalización de los años de guerra, Stalin decepcionó todas las esperanzas de cambio que tenía la población. Así, decidió retornar sin mayor cambio al sistema económico y político de los años 1930 y lo extendió al recientemente creado «campo socialista». Rápidamente, partidos únicos forjados bajo el modelo estalinista tomaron el poder en los países del Este, mientras que el Ejército Popular de Liberación de Mao Zedong resulta victorioso en China (1949).
Sobre todo desde 1947 y del advenimiento de la Guerra Fría, todas las nuevas democracias populares debían introducir el colectivismo, la planificación, el partido único y otras instituciones estrictamente calcadas del modelo soviético. Representantes del NKVD supervisaron la creación de policías políticas y de campos de trabajo. Los ejércitos nacionales fueron reformados bajo el modelo del Ejército Rojo y un soviético de origen polaco, el mariscal Konstantín Rokosovski, se convirtió incluso en ministro de Defensa en Varsovia. Las monedas fueron alineadas respecto al rublo, cierto número de empresas fueron puestas bajo control soviético y la integración de las economías nacionales a un bloque dominado por Moscú fue confirmado en 1949 del Comecon.
A una serie de procesos judiciales trucados contra los representantes del Antiguo Régimen (como el del cardenal Midzentsy en Hungría por ejemplo) o contra los adversarios políticos, sucedieron otros contra los comunistas locales sospechosos de « nacionalismo » o, después de la ruptura soviético-yugoslava en 1948, de «titoísmo».
Durante la guerra, millones de combatientes y de civiles se encontraron fuera de la Unión Soviética. En esas circunstancias, descubrieron países con más altos niveles de vida que el suyo, así como otras formas de vivir y de pensar. Inquieto por la posible subversión, Stalin hizo deportar al Gulag a todos los antiguos soldados del Ejército Ruso de Liberación liberados por los occidentales, pero también a un buen número de prisioneros de guerra rescatados de los campos de exterminio nazi o a trabajadores civiles voluntarios y forzados en Alemania. También varios ciudadanos de países bálticos, ucranianos y polacos, cuyos Estados habían sido recientemente anexados, continuaron afluyendo a los campos del Gulag, así como los miembros o simpatizantes de las guerrillas nacionalistas antialemanas y antisoviéticas que subsistían en los confines occidentales de la Unión Soviética a fines de los años 1940. Se unieron a cientos de miles de prisioneros alemanes y japoneses. Por otra parte, entre 1948 y 1949, una oleada de detenciones golpeó a varios ex detenidos, reenviados a los campos, o incluso hijos de las víctimas de las purgas de 1937, deportados a su vez.
Los efectivos del Gulag fueron así llevados a su mejor momento. En 1950, la pena de muerte suprimida en 1947 fue reintroducida. Objeto de un culto a la personalidad llevado a su paroxismo (particularmente con la celebración de sus 70 años, el 21 de diciembre de 1949), un Stalin avejentado y suspicaz gobernaba oponiendo a los clanes entre ellos y aterrorizando permanentemente a su propio entorno; no obstante, el régimen consiguió una estabilización real: las grandes purgas de la preguerra no se reprodujeron más.
Las enormes exigencias de la reconstrucción, el rechazo del Plan Marshall (1947) y las limitaciones de la Guerra Fría (armamento, acceso a las armas atómicas en 1949) dieron lugar a una fuerte presión productivista sobre los obreros, mantenidos siempre bajo una disciplina de hierro. El «Caso de Leningrado», alrededor de los jóvenes dirigentes Kuznetsov y Voznesenski, exigió un reajuste en el gasto de la industria pesada; como resultado, ambos líderes fueron detenidos (1949) y ejecutados (1951).
En cuanto a los campesinos, retomaron las tierras recortadas durante la guerra como propiedad colectiva y una reforma monetaria (1946) les quitó los beneficios personales logrados en esta época. Las entregas de naturaleza obligatoria no cesaron de aumentar hasta la muerte de Stalin.
Los intelectuales fueron llamados al orden por el zhdanovismo artístico (1946), campaña doctrinaria violenta orquestada por el protegido de Stalin, Andréi Zhdánov. La poeta Anna Ajmátova fue excluida de la Unión de Escritores Soviéticos, privada de su carta de racionamiento y obligada a realizar malabares para sobrevivir. Los pintores, escritores y todos los artistas fueron sometidos más duramente que nunca antes bajo el dogma del realismo socialista. Los compositores, como Serguéi Prokófiev o Dmitri Shostakóvich, fueron intimidados y se vieron forzados a componer melodías que podían silbar los obreros de camino al trabajo. El contexto de la Guerra Fría y la rehabilitación de un nacionalismo exacerbado de la Gran Rusia llevó a violentas campañas contra todo lo que provenía de Occidente, como podía ser el psicoanálisis, la cibernética o la genética, mientras que los hablantes de esperanto fueron deportados. En las ciencias, la imposición del lysenkoismo se encontraba en su apogeo, siendo depurados o liquidados sus adversarios.
En nombre de la lucha contra el « cosmopolitismo », el régimen renovó el antisemitismo. Desde el período de entreguerras, el judaísmo religioso fue aplastado por las persecuciones, mientras que el yídish y el hebreo fueron puestos fuera de la ley. La sección judía del Partido (Yevséktsiya) fue disuelta durante las Purgas. En 1946, Stalin prohibió la publicación del Libro negro de Vasili Grossman y de Iliá Erenburg sobre la exterminación de los judíos soviéticos por los hitlerianos. En 1948, el gran actor yidis Solomón Mijoels fue asesinado bajo estas órdenes, mientras que los escritores del Comité Judío Antifascista, constituido durante la guerra para obtener la ayuda de los judíos americanos, fueron detenidos y luego fusilados en 1952. La prensa, el teatro y las escuelas judías desaparecieron casi totalmente.
Después de haber promovido el surgimiento del Estado de Israel (1948-1949), la URSS se volvió brutalmente en contra y la campaña «antisionista» y «anticosmopolita» tomó un carácter netamente antisemita en todo el bloque soviético (juicio de Slansky en Praga, cuyos acusados fueron casi en su totalidad judíos, 1952). Stalin se aprestó a relanzar la campaña antisemita a través de la «conspiración de las batas blancas» (13 de enero de 1953) cuando la muerte lo sorprendió.

#### La muerte de Stalin: hacia el deshielo
Stalin falleció el 5 de marzo de 1953 cuando preparaba nuevas purgas (complot de los médicos), en especial la eliminación del jefe de la policía, Lavrenti Beria. Después de la muerte de Stalin, se restableció una dirección colegiada. Las primeras medidas de liberalización se debieron paradójicamente a Beria: hizo liberar y rehabilitar a los médicos judíos víctimas del supuesto complot y liberó a un millón de detenidos del Gulag; sin embargo, fue destituido, arrestado (junio de 1953) y fusilado (diciembre de 1953) por órdenes de sus colegas.
Habiendo llegado progresivamente al poder, Nikita Jrushchov relanzó cierta liberalización del régimen político, es decir, la «desestalinización». Su discurso en el XX Congreso del Partido Comunista de la Unión Soviética del 25 de febrero de 1956 denunció el culto a la personalidad de Stalin, las violaciones a la legalidad socialista y una parte de los crímenes de Stalin, de hecho sobre todo las frecuentes purgas que desestabilizaron periódicamente el sistema y provocaba que los propios burócratas y dirigentes vivieran aterrados. Los supervivientes de la dictadura fueron globalmente liberados del Gulag y millares de rehabilitaciones fueron pronunciadas. En 1961, el cuerpo embalsamado de Stalin fue retirado del Mausoleo de Lenin. Las leyes más represivas fueron abolidas y el Estado policial abandonó el terror en masa a cambio de una represión más dirigida y selectiva. Además, Jrushchov introdujo reformas económicas que restablecieron elementos de una economía de mercado al interior del sistema planificado y reforzó la autonomía de los directores de fábricas. Puso un mayor énfasis en la elevación del nivel de vida de los ciudadanos.
Este « liberalismo » no le impidió intervenir militarmente contra la insurrección obrera en Hungría a fines de 1956. Los partidarios de León Trotski, asesinado en 1940, reagrupados en la IV Internacional, consideraban la desestalinización como una liberalización de fachada del sistema soviético que permitía el mantenimiento de la burocracia. Finalmente, Jrushchov es separado del poder en 1964: la nomenklatura modelada por el estalinismo quedó como la única gobernante del régimen hasta mediados del años 1980, suspendiendo las reformas y la desestalinización. Fue debido a que se mostraron incapaces de remediar las disfuncionalidades heredades de la era estalinista (burocratismo, ausencia de espíritu de iniciativa y de libertades públicas, penurias, desastre ecológico, desequilibrio de sectores a favor de una industria penas cada vez menos adaptada a los avances tecnológicos, etc.) que los hombres de la «Generación de 1937» prepararon el desplome final de la URSS.

## El totalitarismo estalinista
A menudo, el estalinismo es considerado, junto con el nazismo, como una de las formas de totalitarismo. Al remodelar radicalmente a una sociedad, Stalin afirmó sus ambiciones de controlar también la mente y crear así un «Hombre nuevo». 
Sistema basado en el terror, tornó su violencia masiva principalmente contra su propia población. Como tal, este Estado policial fue responsable de cerca de 70.000 ejecuciones entre 1929 y 1953, mientras que, en el mismo período, 18 millones de soviéticos fueron deportados al Gulag y 6 millones fueron forzados a partir al exilio más allá de los Urales, es decir, un soviético de cada cinco. Se debe añadir a ellos los millones de muertos por hambruna.

### El culto a Stalin
Un verdadero culto a la personalidad, rendido al «Padre de los pueblos», concedió a Stalin la posibilidad de afirmar su autoridad. Surgido en 1929, se radicalizó a partir de las purgas y de la guerra. Afiches, fotos y desfiles celebraron al «genial Stalin», al «guía» (Vojd) «del proletariado mundial» y «de la patria», al hombre infalible, justo y bueno que «construyó el socialismo en la URSS para el bien de todos». Miles de calles, ciudades, instituciones y edificios portaban su nombre, así como los Premios Stalin, equivalentes soviéticos del Premio Nobel. Su nombre era citado miles de veces al día en los medios de comunicación, los discursos y las escuelas. Su rostro se encontraba sobre todos los muros y sus retratos y estatuas gigantes cubrían el paisaje urbano.
La menor crítica aparente contra Stalin suponía un peligro: las personas desaparecían por haber escrito mal su nombre o por haber envuelto sus flores con una página de periódico ilustrada con su foto. Impuesto tardía y artificialmente tanto al Partido como al país, el culto a Stalin estaba desprovisto de justificación teórica con respecto al marxismo-leninismo, como de su magro rol en la Revolución de octubre y de su débil carisma personal. Stalin estuvo, además, obligado a apoyar su propio culto sobre una deificación de Lenin, de quien pretendía ser el mejor amigo y discípulo. Frente a sus visitantes, le gustaba mostrar modestia y presentarse como un hombre sensato, sencillo y próximo a la gente. La función de culto fue, precisamente, establecer su legitimidad históricamente cuestionable y justificar su poder personal absoluto, conquistado poco a poco sobre sus adversarios y sus propios colegas.
Fue también una estrategia populista de su parte: mientras que los privilegiados del Partido y de la policía eran odiados, Stalin aparecía a la gente común como un recurso contra los abusos, de forma que su figura estuvo exenta de críticas. Varias de sus víctimas creyeron sinceramente que Stalin era inocente o que ignoraba el terror que orquestaba contra el país. Se trató del mecanismo totalitario por el cual la víctima, a punto de morir, alababa al verdugo que George Orwell descifra al final de 1984: 

Corre a lo largo del corredor de azulejos blancos, con la impresión de caminar en el sol, un guardia armado detrás de él. La bala largamente esperaba le entraba por la nuca […] La lucha había terminado. Había logrado la victoria sobre él mismo. Amaba al Big Brother

De esta manera, en el país de los zares, procuró satisfacer a una población habituada a venerar a figuras tutelares. El «Padre de los pueblos» (título retomado del zarismo) gustaba compararse con los déspotas modernizadores Iván el Terrible y Pedro el Grande. Al menos hasta el inicio de la guerra, el culto a Stalin no fue tan bien recibido en el campo, diezmado por la deskulakización, como lo fue en las ciudades. En particular, fue muy fuerte entre la juventud que no había conocido nada más que a él o entre la Nomenklatura que le debía todo. Después de la victoria sobre Hitler, la popularidad del «Padre de los pueblos» demostró que había logrado identificarse con la nación misma.

### Propaganda y movilizaciones
Separados del mundo exterior, privados de todo punto de comparación, los soviéticos estuvieron estrechamente controlados y enrolados desde el nacimiento hasta la muerte y sometidos a una propaganda masiva, omnipresente y permanente. Prensa, radio, teatro, literatura, cine, afiches, monumentos o instituciones difundían las mismas contraseñas, glorificaban uniformemente al régimen, sus realizaciones y sus jefes, al mismo tiempo que estigmatizaban a sus enemigos designados. La juventud fue enrolada en el Komsomol. El discurso oficial se convirtió en la lectura obligatoria de la realidad, en la cual se ocultaban todos los aspectos molestos. El culto obsesivo del secreto y el travestismo de la realidad dejaron a las masas en la ignorancia de estos últimos.
El poder promovía la emulación. Así, exaltaba a los héroes del trabajo, los estajanovistas o koljosianos de élite, cubiertos de medallas, honores y privilegios materiales. Este movimiento incentivaba el aumento de la productividad laboral, basado en la propia iniciativa de los trabajadores. A cada campaña de producción, las células del Partido y la población debían reaccionar como un solo hombre y multiplicar las reuniones, desfiles y resoluciones espontáneas que manifestaban su pleno acuerdo con la dirección del país.
Los visitantes extranjeros fueron hábilmente engañados al ocultárseles a menudo los aspectos sombríos de la realidad soviéticos y no mostrarles más que los éxitos. En 1932, Stalin consiguió hacer visitar Kiev y la Ucrania hambrienta al presidente del Consejo francés Édouard Herriot, sin que este se percatara de nada. Pocos fueron los comunistas o los compañeros de ruta lúcidos que se atrevieron a confesar a su regreso sus dudas y decepciones, como André Gide en Regreso de la URSS (1936).

### Vigilancia, terror y delación
El régimen promovió la delación masiva. Por la prensa, el cine, la escuela o la literatura, incitó a todos a denunciar a los «sospechosos», «espías» y otros «saboteadores», y a vigilar a sus amistades y a su propia familia. Rodeaba de un intenso culto póstumo al joven Pávlik Morózov, muerto en circunstancias inciertas en 1932, presentado como ejemplo para toda la juventud soviética.
Los campesinos de los koljós y de los sovjós fueron vigilados por medio de las MTS (estaciones de máquinas y de tractores) que tenían el monopolio de la maquinaria moderna en el campo y que, con sus secciones políticas, eran los ojos y oídos del poder. Hasta la muerte de Stalin, fueron sometidos a impuestos y a exacciones obligatorias, a menudo exorbitantes, fijadas a pesar de la realidad. Se promulgó una ley el 7 de mayo de 1932, en plena hambruna, que castigaba con la reclusión en el Gulag a todo «robo de la propiedad socialista». Por tanto, una madre que hurtara para impedir que sus hijos murieran de hambre sería deportada. Esta ley fue responsable de cientos de miles de arrestos y deportaciones. En 1946, una ley similar tuvo consecuencias parecidas, aunque de amplitud menor.
Desde 1931, los obreros debían poseer una libreta de trabajo y no podían cambiar de empleo sin autorización previa. Ahora bien, en nombre de la industrialización, la clase obrera debía sufrir condiciones de trabajo extremadamente duras: salarios bajos, largas jornadas, multiplicación de accidentes, sospecha generalizada contra los "saboteadores" reales o supuestos. No se contaba con protección alguna: la huelga era imposible, los sindicatos estaban dominados por el poder, la Comisaría de Trabajo fue disuelta en junio de 1933. Después de los levantamientos obreros de junio de 1932 en Ivánovo, cualquier resistencia física desapareció por los siguientes treinta años. Entre 1938 y 1940, una serie de decretos draconianos castigaron con el envío al Gulag los retrasos reiterados de más de 20 minutos: estos decretos fueron responsables de dos millones de condenas en un año y de 11 millones antes de su abolición en 1957.
En la era leninista, varios soviéticos fueron discriminados debido a sus orígenes sociales. Estas «personas del pasado» (bývshie lyudi) y otros «elementos socialmente peligrosos» (categorías vagas que englobaban derechos comunes o marginales, así como ex pequeños comerciantes, hombres de Iglesia o descendientes de la ex aristocracia) fueron los blancos prioritarios de la vigilancia y la represión. Desde 1929, se contabilizan unos 4 millones de soviéticos privados de todos sus derechos cívicos (lishensty) y discriminados, junto con sus hijos, del acceso a alojamiento, trabajo, educación superior, etc. En los años 1920, estas categorías fueron objeto de redadas regulares en las ciudades y deportadas por millares. Durante los años 1930, su número se incrementó con cientos de miles de deskulakizados huidos del campo o evadidos de su lugar de exilio, así como una masa de numerosos ex artesanos desposeídos, ex nepmen, pequeños traficantes, delincuentes juveniles, etc., todos ellos víctimas de las transformaciones brutales de la sociedad soviéticas. Ellos fueron las principales víctimas de las Grandes Purgas, en particular del decreto 00447 de Nikolái Yezhov, firmado el 30 de julio de 1937.
A partir del 28 de diciembre de 1932, ningún ciudadano soviético podía desplazarse, alojarse o trabajar sin su pasaporte interior (propiska). Olvidarlo en casa era razón suficiente para ser deportado en caso de ser detenido en un control. En el pasaporte se indicaba la nacionalidad, lo que facilitó la discriminación y las posteriores deportaciones. A corto plazo, las campañas de empadronamiento permitieron ubicar de forma masiva a los kuláks refugiados que se escondían en las ciudades, a los gitanos, a varias clases venidas a menos, así como a los elementos «socialmente peligrosos», quienes fueron expulsados o deportados. Los cientos de miles de habitantes a quienes se les negó su pasaporte perdieron todo acceso legal a los medios de subsistencia (trabajo, alojamiento).

### La mano de hierro de Stalin: el NKVD
Raramente igualada en la historia humana, la omnipotencia del Estado policial estalinista marcó duraderamente al pueblo soviético e, indirectamente, al imaginario occidental. Millones de personas, muchas de ellas inocentes, desaparecieron de un día para el otro, detenidos por la noche en sus casas, interpelados en plena calle o bien arrasados y deportados por trenes enteros, lo que dejó al resto de la población en la incertidumbre y la angustia por si llegaba su turno. Tomando masivamente el camino de las prisiones y del Gulag, poblaron la más vasta red de campos de trabajo nunca antes organizada.

#### El servicio de la seguridad de Estado o GUGB
El Estado policial estalinista fue el heredero directo de la Checa, primera policía política soviética, fundada el 20 de diciembre de 1917 por Feliks Dzerzhinski y reemplazada en 1922 por la OGPU. Según las palabras de Aleksandr Solzhenitsyn, es el «único órgano represivo en la historia de la humanidad en haber concentrado en sus manos: la vigilancia, el arresto, la instrucción, la representación del Ministerio público (es decir, la acusación), el juicio y la ejecución de la sentencia».
Aliado estrechamente desde los años 1920 al aparato policial, Stalin confirió a la policía política un rol central en su sistema y no dudó en extender el terror policial a los miembros del Partido y a sus mismos dirigentes. En 1934, la Dirección general de la seguridad de Estado (OGPU) fue incorporado al recientemente creado Comisariado del Pueblo en Asuntos Interiores (abreviado como NKVD). El NKVD, que fue la base de un Ministerio del Interior, se convirtió con esta adición en una herramienta muy poderosa al servicio de Stalin, que controlaba sus seguidores Yagoda (1934-1936, ejecutado en 1938), Yezhov (1936-38, ejecutado en febrero de 1940) y, finalmente, Beria (ejecutado sumariamente en 1953). En 1937, contaba con 370.000 funcionarios y una vasta red de espías.
El NKVD era responsable de la policía, de las prisiones, de los lugares de exilio para «colonos especiales» y de campos de detención. Estaba encargado de las grandes purgas planificadas por Stalin y de las deportaciones en masa al Gulag. Su rol consistía en vigilar, detener, interrogar y, algunas veces, torturar a quienes detenidos por distintos motivos. De gran eficacia, fue el instrumento por el cual Stalin puso a raya a todo el país, castigaba todo error supuesto, aplastaba toda oposición, toda desviación, incluso insignificante; pero, sobre todo, era el instrumento que hundió a toda la Unión Soviética en un terror permanente. Igualmente encargado del espionaje fuera de sus fronteras, sus operaciones se extendieron al extranjero, con el rapto en pleno París de los generales zaristas Aleksandr Kutépov (1930) y Yevgueni Miller (1937), el asesinato de Lev Trotski en México en 1940, o la desaparición del líder del Partido Obrero de Unificación Marxista, Andrés Nin, en 1937 en Barcelona.

#### Fachada de Estado de derecho y procesos trucados
El NKVD podía detener arbitrariamente a cualquier persona, sean dignatarios del Partido o los koljosianos más pobres, en cualquier momento bajo cualquier pretexto. Existía siempre una fachada jurídica de Estado de derecho, sobre todo, el famoso artículo 58 del código penal de la RSFS de Rusia, cuyos 26 párrafos extremadamente vagos proporcionaban la base jurídica para acusar de una amplia gama de «crímenes» y de «traiciones». Las personas detenidas, a menudo, no volvían a ver a sus familiares; eran interrogadas, juzgadas en una parodia de proceso por las troikas del NKVD y, luego, ejecutadas o deportadas.
Si bien Stalin proclamó que «el hijo no es responsable de las culpas del padre», la Unión Soviética practicó desde sus orígenes la responsabilidad colectiva: el crimen real o supuesto conllevaba al arresto de toda la familia y personas cercanas al culpable. Por ejemplo, cuando el general Yan Gamárnik se suicidó para no participar en el caso Tujachevsky, proceso clave en las purgas del Ejército Rojo, su mujer recibió ocho años de reclusión en un campo como «esposa de un enemigo del pueblo»; una vez en el campo, le dieron diez años suplementarios por «ayudar a un enemigo del pueblo» y murió en el exilio en 1943. Su hija fue enviada a un orfanato del NKVD y, cuando cumplió la mayoría de edad, recibió una pena de 6 años en el Gulag por considerarse que era un «elemento socialmente peligroso ».

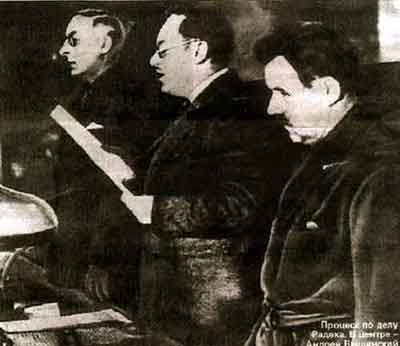
El Fiscal General Vyshinski en los Procesos de Moscú (enero de 1937).

Incluso las personas que habían cumplido sus condenas no quedaban libres. Así, en 1948-1949, se detuvo en masa a las víctimas de las purgas del año 1937 que habían terminado sus diez años de internamiento en un campo, así como a sus hijos. Muchos de los presos liberados no tenían el derecho de volver a sus casas y quedaron por largo tiempo asignados a su lugar de exilio o bien la regla de los 101 kilómetros les prohibió aproximarse a menos de tal distancia a las grandes ciudades.
Desde 1928, Stalin también encargó a la policía la organización de procesos trucados espectaculares que proveía chivos expiatorios para una población que debía lidiar con dificultades cotidianas. Los inculpados, sometidos a largas torturas morales y físicas, expuestos a represalias sobre sus familias, fueron obligados a acusarse ellos mismos de espionaje y de sabotaje, así como de otra clase de crímenes. Las «confesiones» y «revelaciones» de cada proceso servía de preparación para los siguientes, pues cada uno implicaba a otras personas como cómplices que también debían comparecer en juicio.
Los principales procesos-espectáculos fueron:
- En 1928, el Proceso de Shajty (de los ingenieros «saboteadores», 11 condenados a muerte y 6 ejecutados).
- En 1930, el Proceso del Partido industrial.
- En 1933, el proceso de los ingenieros británicos de la sociedad Vickers.
- En 1936-1938, los tres célebres Procesos de Moscú, en los que actuó el fiscal general Andréi Vyshinski contra la vieja guardia bolchevique.
- En 1945, el Juicio de los dieciséis, proceso de 16 enviados del gobierno polaco de Londres, detenidos a su llegada a la Unión Soviética.

Toda la Unión Soviética conocía en efecto, a diferentes niveles, los procesos públicos espectaculares, aunque muchos se llevaron a cabo en secreto, como para los 29 presuntos asesinos de Kírov, fusilados en diciembre de 1934). La práctica se extendió a las democracias populares de la posguerra.

#### La otra vertiente del sistema: el Gulag
Más famoso hoy en día que el NKVD, el Gulag (abreviación de Dirección general de Campos) era el órgano del NKVD responsable de los campos de detención y del trabajo forzado diseminados en todos el país, las islas Solovetsky en el mar Blanco hasta la famosa y mortífera Kolymá, en el extremo oriental de Siberia.
El «archipiélago del Gulag» constituyó en la Unión Soviética estalinista un verdadero mundo aparte, con su propia población, costumbres, geografía, instituciones y economía. Verdadero Estado dentro del Estado (la «pequeña zona» en jerga presidiaria, mientras que el resto del país era la «gran zona»), el Gulag tenía el control de regiones enteras: el Dalstrói administraba con la Kolymá un territorio del tamaño de Francia y muchos campos se extendieron por varios departamentos. Habrían existido 476 conjuntos de campos de concentración entre 1929 y 1953 que cubrían una variedad infinita de prisiones, aislamientos, campos móviles y fijos. Hasta 18 millones de soviéticos pasaron por sus instalaciones y algunos permanecieron en ellas por más de 15 o 20 años. Un proverbio ruso decía: «Quien no ha sido deportado, lo será».
El zarismo utilizaba desde larga data sus presidios para reprimir a los elementos hostiles, al mismo tiempo que poblaban y rusificaban Siberia y otras regiones lejanas. Durante la Guerra Civil Rusa, la Checa recurrió al recurso del internamiento en campos de los sospechosos y de los enemigos. Estos no tenían una función productiva, sino que eran únicamente un medio represivo entre muchos otros, y no albergaban más que a una población relativamente limitada; sin embargo, crearon un precedente y no desaparecieron con la derrota de los blancos. El 1 de junio de 1923 se inauguró el presidio de las islas Solovetsky: generalmente considerado como el laboratorio de las prácticas claves del Gulag estalinista. Por primera vez, los detenidos políticos fueron mezclados con los criminales comunes (los urkis, cuya violencia aterrorizaba a los otros prisioneros) y la ración fue proporcional al trabajo realizado: el detenido que no completaba su «medida» comía menos, sin importar sus necesidades reales.
Con el Gran Giro de 1929-1930, la población carcelaria y en campos de concentración se expandió de manera vertiginosa. El aflujo masivo de campesinos deskulakización y la deportación a campos de trabajo por faltas profesionales o políticas (o todo lo que pudiera constituir una falta) proveía de una mano de obra inagotable para la construcción de grandes instalaciones o para la extracción de recursos naturales. En pocos años, los campos proliferaron y su red cubría todo el país. El zek o detenido se convirtió en una verdadera categoría social y el Gulag adquirió un rol económico muy importante.
En 1931-1933, el cruce mortal del Belomorkanal por 100.000 detenidos armados de picos y carretillas rudimentarias fue el primero de los grandes trabajos (inútiles) del Gulag. Fue seguido por el canal Moscú-Volga-Don, de carreteras y líneas ferroviarias en Asia central y Siberia (BAM, Siblag). Campos itinerantes cortaban el bosque de la taiga. Los detenidos ayudaban a la industrialización de los Urales, a la remodelación de las grandes ciudades, a la construcción del nuevo Moscú y de su metro. El Gulag permitió también extraer oro y uranio de Kolymá, níquel de Norilsk, petróleo de Pechora, carbón de Vorkutá. Después de la guerra, se inició la construcción de embalses hidroeléctricos sobre el Volga y los ríos siberianos. Los últimos años de Stalin estuvieron marcados por ciertos proyectos megalómanos que incluso los administradores del Gulag juzgaban irrealizables: el "plan Davýdov preveía así fertilizar los desiertos y Siberia, y la construcción de la «Vía muerta», una línea ferroviaria en plena tundra cienagosa sobre el círculo polar, fueron abandonados a la muerte del dictador sin haber podido nunca hacer circular el tren.
Todo se lograba en condiciones climáticas a menudo extremas, con pocas herramientas, alimentación y protección y sin preocupación por la vida y salud de los detenidos. El Gulag estaba desprovisto de máquinas modernas y frenó incluso la mecanización y la modernización de la Unión Soviética, ya que la hizo reposar sobre la explotación de esta masa. Se derrochó mucha energía, mientras la calificación de varios detenidos no fue utilizada, salvo en las sharashkas desarrollados por Lavrenti Beria, donde los científicos y técnicos prisioneros trabajaban bajo una estricta disciplina, pero con mejores condiciones de vida.
Los planes y las normas irreales, la deportación caótica y desordenada de cualquiera, las malas condiciones de vida y de trabajo contribuyeron a desorganizar el Gulag, sin contar con los fusilamientos de las Grandes Purgas o la hambruna durante la Segunda Guerra Mundial. El Gulag tampoco tuvo nunca los medios de sus ambiciones: muy alejadas, libradas a la incuria, la corrupción, al robo y al sistema, la mayor parte de los campos no recibió ni redistribuyó un abastecimiento suficiente. Su burocracia (un funcionario por 12 detenidos) costaba cara sin brindar beneficio alguno a los zeks. Finalmente, los detenidos se protegieron practicando masivamente la «truffa», es decir, el trabajo simulado o hecho de prisa. Por lo tanto, la función represora del Gulag parece haber prevalecido sobre las tareas de producción. Nunca representó poco más del uno por ciento de la producción industrial soviética. Regularmente deficitario, «el país se redujo incluso a pagar caro el placer de poseerlo» (Solzhenitsyn). Los sucesores de Stalin no trataron de mantener este sistema de campos de concentración hipertrofiado y no productivo.

#### La población prisionera: loszeks
Los campos de concentración retenían efectivos variables, constantemente cambiantes, y de composición muy diversa. El millón de zeks provino de los flujos masivos de las Grandes Purgas, pero la invasión alemana vació los campos de hombres aptos para el combate, mismos que fueron liberados y enviados al frente de batalla. Aquellos que permanecieron fueron los detenidos políticos, las mujeres, los hombres muy jóvenes o ancianos, todos los cuales quedaron expuestos a una alta tasa de mortalidad (25% según Anne Applebaum) debido a su vulnerabilidad y a la hambruna general de la guerra. 
Los años de la posguerra marcaron el apogeo histórico del Gulag: después de 1945, albergó entre dos a tres millones de personas. A este número, se deben añadir los dos a tres millones de «colonos especiales» (campesinos deskulakizados y minorías nacionales, deportados por familias enteras) que si bien no vivían en los campos de concentración, fueron exiliados y ciudadanos de segunda clase asentados en zonas vigiladas y discriminadas, así como una mano de obra dócil y barata.
La composición de los detenidos evolucionó sin cese. En conjunto, los detenidos «políticos» (kóntriki) no representaron nunca más del 10% del total. Los intelectuales, autores de la mayor parte de los testimonios, fueron menos del 1% de los cautivos. El Gulag golpeó, en primer lugar, a las categorías populares: 92% de los detenidos en 1935 no tenían o tenían poca instrucción. En un inicio, las mujeres fueron un sector minoritario, pero con la guerra, pasaron a formar del 7 al 26% de los detenidos. Los campesinos deskulakizados y las víctimas de las purgas y de las leyes represoras formaron la mayor parte de los deportados antes de la guerra. A menudo, los "purgados" siguieron siendo comunistas sinceros o buenos ciudadanos convencidos de haber sido víctimas de un simple error.
Después de 1945, los deskulakizados y los purgados fueron menos numerosos que los prisioneros de guerra de las potencias del Eje, los colaboradores del Ejército Ruso de Liberación, los soldados arrestados en el frente de batalla, los prisioneros soviéticos escapados de los campos de concentración nazis o, incluso, los partisanos tanto antisoviéticos como antialemanes deportados en masa de Ucrania, los países bálticos o Polonia con los civiles simpatizantes. Estas categorías tenían en común haberse batido armas en mano, haber estado organizados y saber por qué estaban allí. Por ello, se resistieron a su condición de detenidos. Así, el Gulag de la posguerra tuvo una fuerte expansión de huelgas, la eliminación violenta de informantes y matones a sueldo de los guardias, así como revueltas.

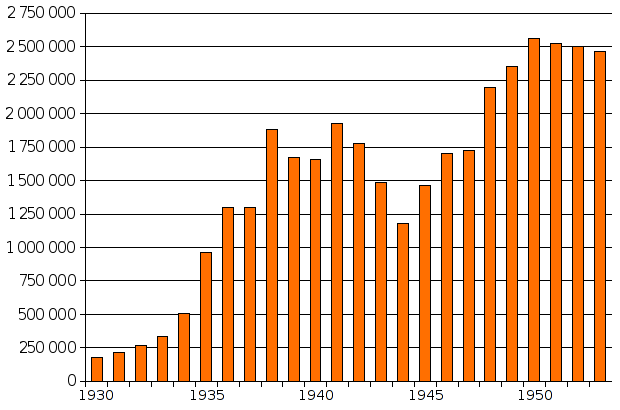
Evolución del número de prisioneros del Gulag estalinista (1930-1953)

Las condenas al Gulag siempre eran pronunciadas a plazo (no existía la perpetuidad en la URSS). Existían las liberaciones de detenidos que lo ameritaban o que habían sido «reeducados», así como las amnistías parciales. Entonces, era muy frecuente la salida del Gulag (y no menos frecuente el retorno). Las investigaciones recientes muestran la amplitud de la rotación de los detenidos: en 1940, 57% de los prisioneros del Gulag fue condenado a menos de cinco años de prisión.

## La sociedad soviética bajo el régimen de Stalin
Mientras el mundo entero se sumergía en la Gran Depresión, la URSS de los años 1930 no conoció el desempleo y salió espectacularmente de su atraso sin ayuda de capitales extranjeros. De esta manera, surgió una sociedad radicalmente nueva, no capitalista, cuya naturaleza fue muy debatida en el exterior. En 1936, la «Constitución estalinista» proclamó incluso la desaparición efectiva de las clases sociales en la Unión Soviética.[cita requerida]
De hecho, la modernización y algunos éxitos reales no impidieron la persistencia de privaciones y desigualdades. A su vez, la población sentía de manera directa la ancha brecha que los separaba de los burócratas, oficiales de policía y dirigentes privilegiados.

### Una población entre modernizaciones...
La industrialización fue un éxito relativo. La Unión Soviética se dotó de una completa gama de industrias nacionales y superó en parte su retraso con respecto a Occidente. El estajanovismo permitió introducir en las fábricas una versión soviética del fordismo y del taylorismo, i.e. de la producción en cadena moderna. La producción se desarrolló aun obstaculizada por la pesada burocracia, por la desconfianza del estalinismo hacia los especialistas y los técnicos y por los cambios de opinión frecuentes, relacionados con las purgas políticas.
Los éxitos fueron lo suficientemente positivos como para interesar a otros países, incluyendo a los Estados Unidos, donde algunos tenían a la economía planificada de tipo soviética como un modelo de desarrollo. El sistema estalinista tuvo, pues, un éxito relativo... desde el punto de vista capitalista.

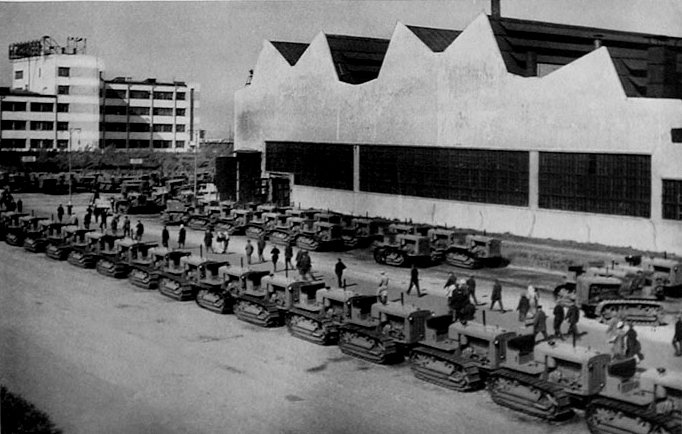
Fábrica de tractores, años 1930.

En el campo, el esfuerzo de mecanización y electrificación no era solo en la propaganda. A pesar de los fracasos nacidos de la inexperiencia, el descuido o el apresuramiento, la modernización del mundo rural progresó tras la conmoción de la deskulakización.
Continuando con los esfuerzos de los años 1920, el régimen redujo masivamente el analfabetismo de 43% a 19%, entre 1926 y 1939. Se realizó un esfuerzo inmenso a favor de la educación primaria, la educación superior y la formación profesional. En los años 1930, los niños matriculados en primaria pasaron de 11 a 30 millones, mientras que los estudiantes de secundaria pasaron de 3 a 18 millones. Por todas partes, se multiplicaron las escuelas de formación para adultos. El número de ingenieros creció de manera exponencial. Todos los observadores notaron el frenesí de los estudios de los soviéticos, así como su amor por la lectura. La URSS aprendió a prescindir de los especialistas extranjeros (spetz), los cuales fueron progresivamente eliminados: el último de ellos desapareció en 1934; sin embargo, la educación revivió el conservadurismo y el academicismo: las innovaciones pedagógicas de la era leninista fueron desautorizadas desde 1932 y todos los manuales escolares fueron revisados (decreto del 16 de mayo de 1934).

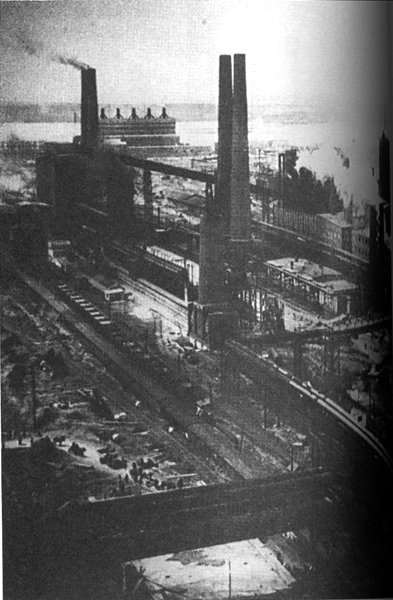
Acería de Magnitogorsk, años 1930.

La clase obrera pasó de 11 a 38 millones de miembros entre 1928 y 1933. La urbanización progresó considerablemente: al final del Primer Plan, la población urbana pasó del 18% al 32%. Tal explosión se explica antes que nada por el aflujo incontrolable de 25 millones de campesinos expulsados del campo. Así, Moscú pasó de tener 2 a 3,6 millones de habitantes en algunos años. Como ejemplo, Sverdlovsk, en los Urales industrializados creció bruscamente de 150 000 a 3 600 000 habitantes y surgieron ciudades enteras en el desierto, como Magnitogorsk; o incluso gracias al Gulag, Karagandá y Magadán.

### ... y penurias
A inicios de los años 1930, la deskulakización resultó en la huida anárquica e imprevista de 25 millones de campesinos. Las ciudades soviéticas explosionaron y se poblaron de marginales, vagabundos y personas sin hogar. En las nuevas ciudades industriales, los obreros vivían en barracas insalubres y hacinadas. Muchas ciudades sufrían de falta de higiene, seguridad, infraestructura y transporte público.
La población urbana solía vivir en Kommunalka, unos departamentos colectivos aparecidos después de 1917 y que albergaban a más del 80% de los residentes urbanos, a menudo, con una familia por habitación. En muchos hogares, el hacinamiento forzado en la intimidad de las noches favorecía las tensiones diarias y, a menudo, facilitaban la delación. 
Otra consecuencia de la colectivización y de las hambrunas fue la escasez crónica de alimentos en toda la Unión Soviética. No se encontraba mantequilla, carne, leche o huevos, mientras que el pan y todos los productos básicos eran racionados. Las colas delante de las tiendas (otchered) se convirtieron en un espectáculo cotidiano permanente y en una verdadera institución, con sus códigos y prácticas; por ejemplo, la posibilidad de alejarse sin perder su lugar. En respuesta a la falta de alimentos, los comedores en las fábricas se multiplicaron, los hurtos en los lugares de trabajo se convirtieron en una práctica común de supervivencia que fue duramente reprimida, los mercados negros y el contrabando de todo tipo florecieron. La desigualdad en el abastecimiento era considerable: existía una quincena de categorías solo al interior de la clase obrera. En cuanto a los dirigentes y a la burocracia, tenían acceso a tiendas especiales bien aprovisionadas.
El homo sovieticus no podía sobrevivir si no se beneficiaba de protección basada en una red de relaciones bien ubicadas, el blat indispensable. Un proverbio popular de entonces era «más valen 100 amigos que 100 rublos». Verdaderas redes clientelares se trazaron en todos los niveles de la sociedad soviética.